# Prodidomus geniculosus
Prodidomus geniculosus är en spindelart som beskrevs av Raymond Comte de Dalmas 1919. Prodidomus geniculosus ingår i släktet Prodidomus och familjen Prodidomidae.
Artens utbredningsområde är Tunisien. Inga underarter finns listade i Catalogue of Life.